# Basiliek van Mariazell
De Basiliek van Mariazell (Duits: Basilika von Mariazell), ook bekend onder de naam Basiliek van de Geboorte van de Maagd Maria (Basilika Mariä Geburt), is een basiliek in Mariazell, Oostenrijk. Het is de belangrijkste bedevaartskerk van het land en een van de meest bezochte Mariale heiligdommen in Europa. In de kerk wordt een miraculeus houten beeld van de Maagd Maria geëerd.

## Voorgeschiedenis
In 1103 werd het gebied rond Mariazell aan het stift Sint-Lambrecht geschonken, dat daar cellen voor monniken liet bouwen om er onder de lokale bevolking te evangeliseren. Volgens de overlevering gaat de stichting van het bedevaartsoord op de datum van 21 december 1157 terug. Schriftelijk overleveringen van Mariazell dateren uit 1243. Een Maria-altaar werd in 1266 ingewijd.

## Het huidige kerkgebouw

#### De basiliek van Maria Geboorte

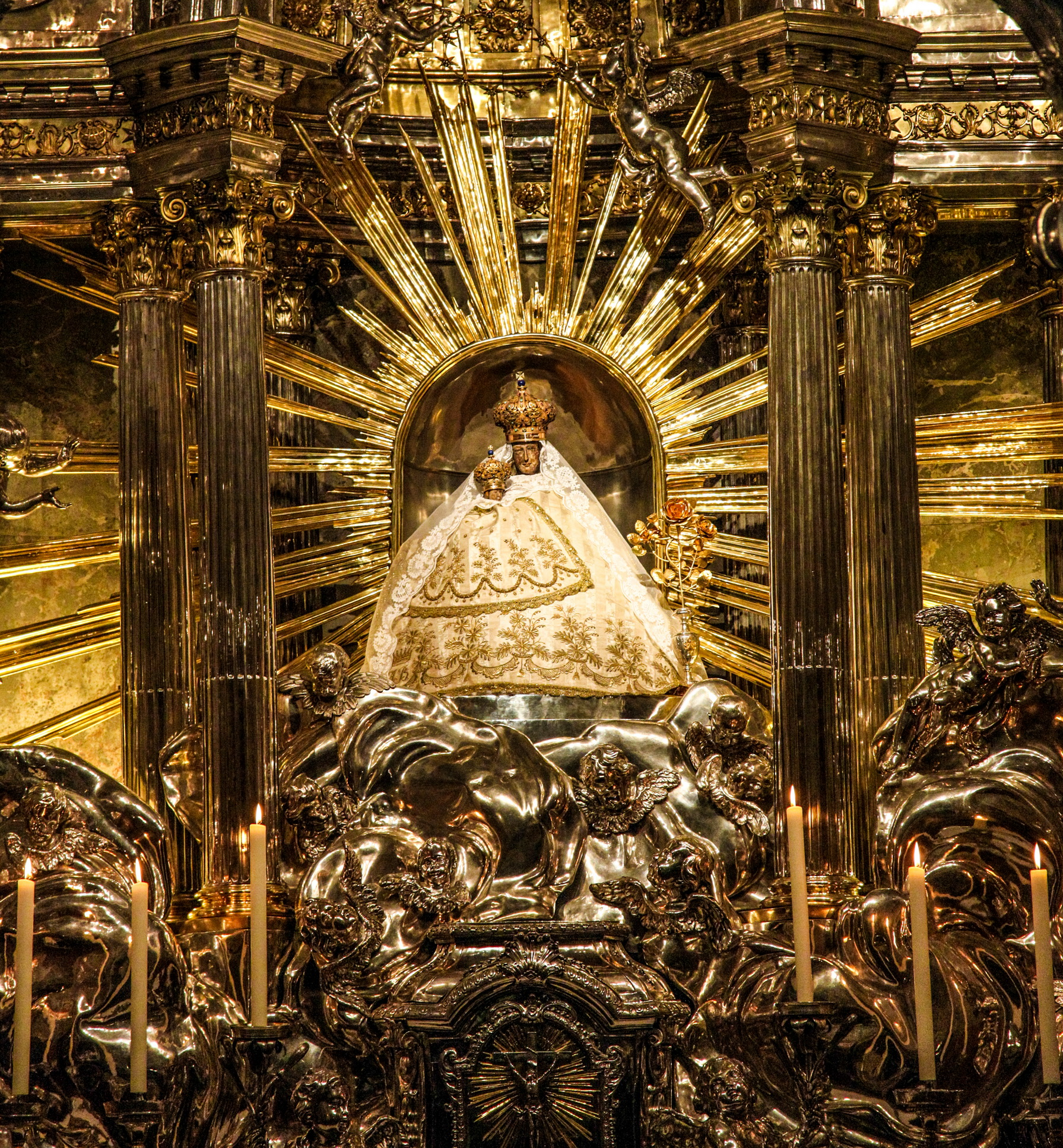
Het genadebeeld

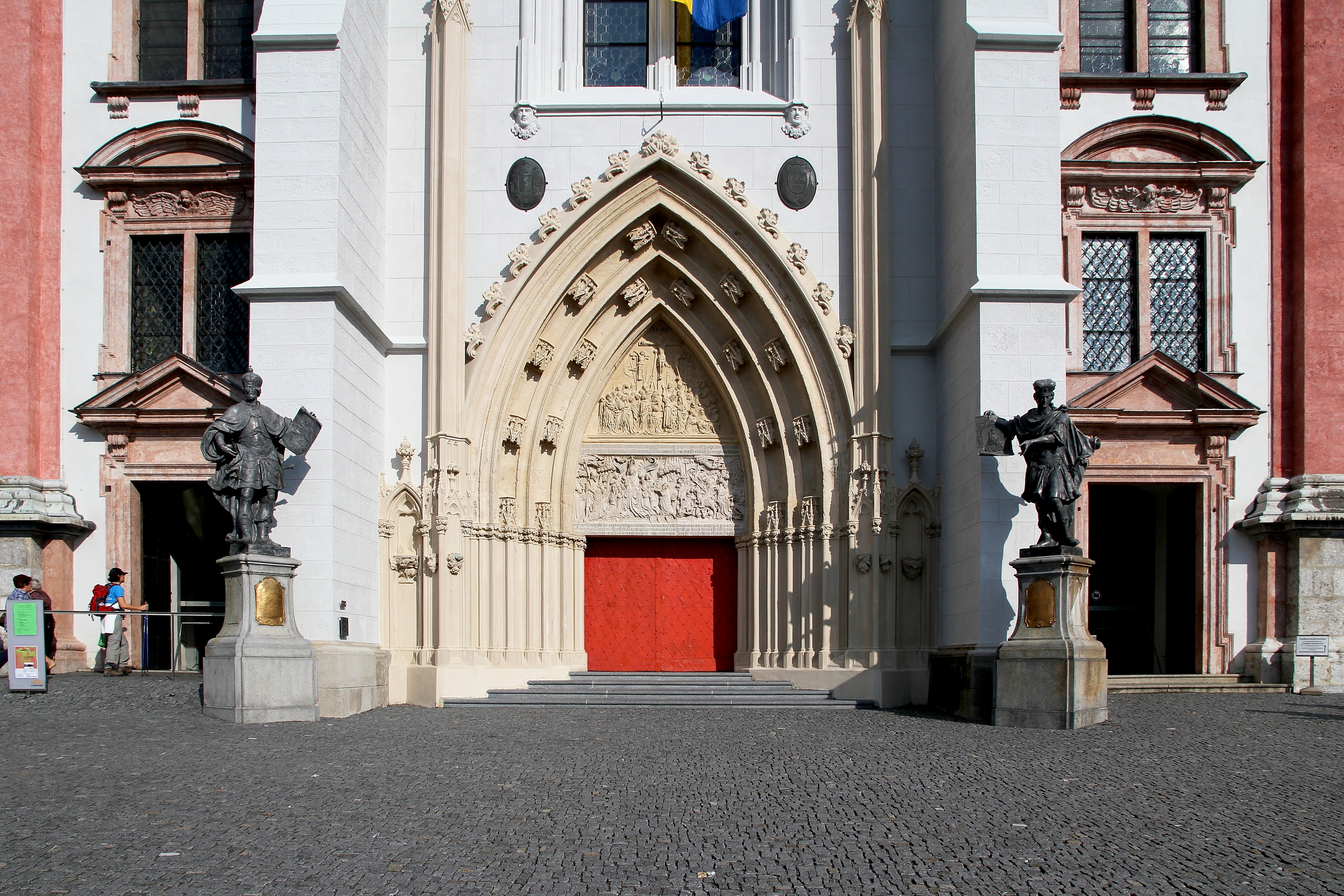
Portaal

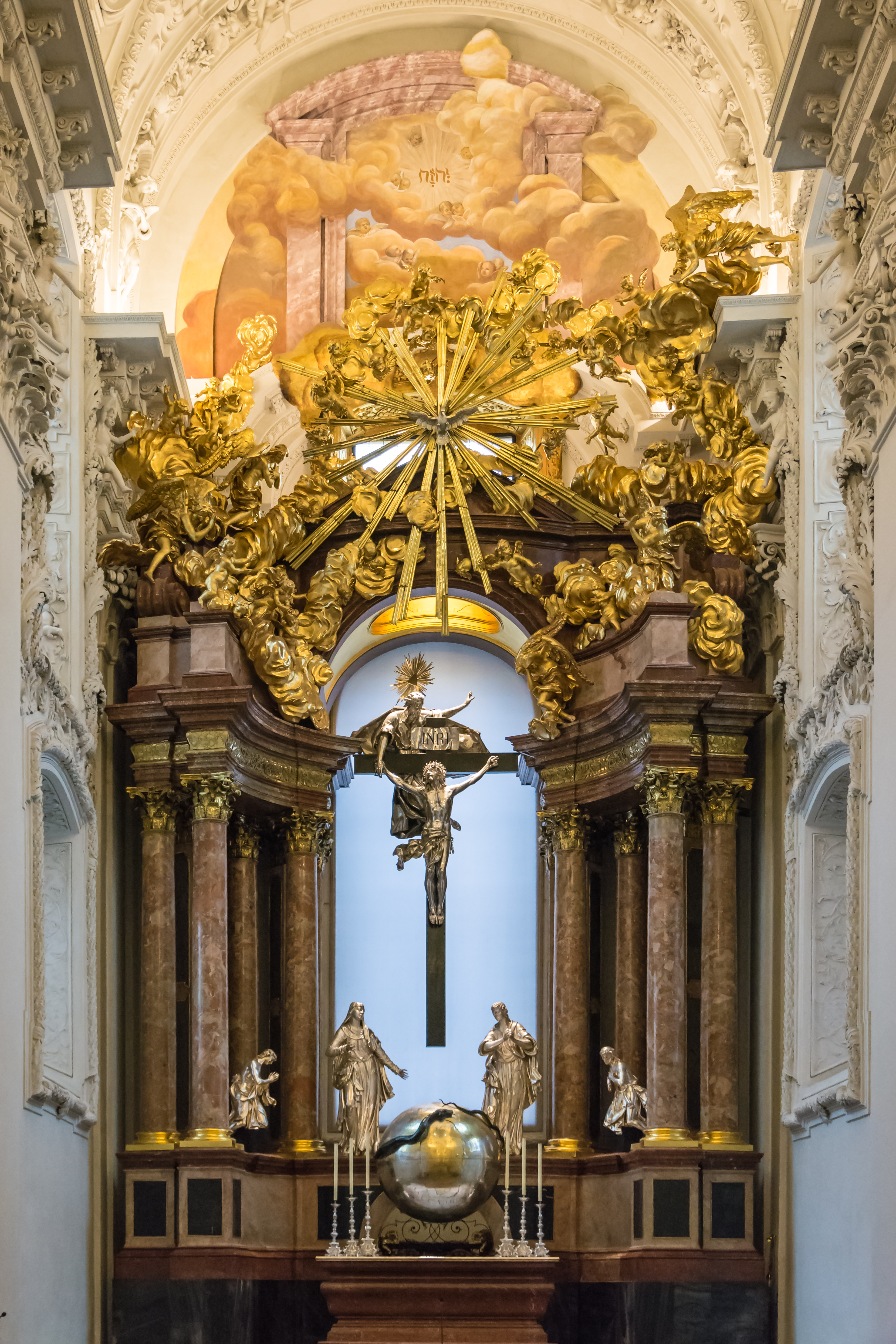
Hoogaltaar

In de 14e eeuw ontstond een gotische kerk met een spitsboogportaal en een 90 meter hoge toren, de huidige middeltoren. In deze toren hangt de grootste klok van Stiermarken uit 1950 met een gewicht van 5702 kg. Het gotische hoofdportaal toont in het timpaan de overwinning van koning Lodewijk I op een tegenoverliggend Turks leger en de votiefgave van de koning aan de Moeder Gods: het zogenaamde Schatzkammerbild.
In 1420 en 1474 werd de kerk door brand verwoest. Het kerkgebouw werd later van 1644 tot 1683 uitgebreid en opnieuw in de barokke stijl ingericht door Domenico Sciassia. Links en rechts van de gotische toren verrezen barokke torens; het kerkschip werd verbreed en langer gemaakt en in het oosten werd een koepelruimte toegevoegd. Het hoogaltaar, ingewijd in 1704, is ontworpen door Johann Bernhard Fischer von Erlach.
In de twaalf zijkapellen bevinden zich barokke altaren. Het gepleisterde stucwerk van de orgelgalerij en de in 1737 gebouwde orgelkas stamt van de Weense beeldhouwer Johann Wagner. Voor het hoofdportaal staan de in 1757 twee door Balthasar Moll gemaakte loden standbeelden. Op de linker zijde staat de Hongaarse koning Lodewijk I, op de rechterkant de Moravische markgraaf Hendrik.
In 1907 werd de bedevaartskerk verheven tot basilica minor. Van 1992 tot 2007 vond er een algehele restauratie van de kerk plaats.

#### De kapel met het genadebeeld
De met gebruik van oudere bouwdelen in 1690 gebouwde kapel staat op de plaats van de eerste monnikencel. Hier bevindt zich het laatromaanse genadebeeld, het Magna Mater Austriæ of de Klokkenmadonna, een 48 centimeter groot beeld van lindenhout.

## De bedevaart
Al sinds de 12e eeuw zouden pelgrims het Mariaheiligdom met een bezoek vereren. Grotere aantallen pelgrims werden rond 1330 gedocumenteerd, toen een seculiere rechtbank criminelen als boetedoening veroordeelde tot het maken van een pelgrimstocht naar de plaats. In de jaren die volgden reisden een toenemend aantal pelgrims naar de plaats, ook uit naburige landen. Na de contrareformatie verhieven de Habsburgers het bedevaartsoord Mariazell tot een nationaal heiligdom. Echter, in 1783 liet keizer Jozef II alle broederschappen in Mariazell opheffen en in 1787 een volledig verbod op bedevaarten uitvaardigen. Sinds de beperkingen werden opgeheven bezoeken bedevaartgangers weer de kerk. Jaarlijks worden er circa één miljoen pelgrims in het heiligdom verwelkomd.
In mei 2004 werd hier de Centraal-Europese Katholiekendag georganiseerd.

## Pauselijke kroning
Het beeld werd op 8 september 1908 bij toestemming van paus Pius X een plechtige kroning verleend. Tijdens de apostolische reis van paus Benedictus XVI naar Oostenrijk ter gelegenheid van het 850-jarige jubileum van het bedevaartsoord Mariazell in september 2007, werd de plaats onderscheiden met de Gouden Roos.

## Legenden
Er bestaan drie legenden over de stichting en de ontwikkeling van Mariazell.
De eerste legende heeft betrekking op de stichting van het bedevaartcentrum. In 1157 zou de monnik Magnus vanuit het klooster Sint-Lambrecht naar het gebied zijn gezonden om er zending te bedrijven. Zijn pad werd onderweg echter geblokkeerd door een rotsblok. Nadat hij een meegenomen Mariabeeldje op het rotsblok plaatste, spleet het gesteente spontaan uiteen en werd het pad voor Magnus vrijgemaakt. De monnik vestigde zich op een nabijgelegen rivieroever, plaatste het beeldje op een boomstam en bouwde er vervolgens een houten cel, die als kapel en woonvertrek diende.
De tweede legende betreft het verhaal hoe Hendrik, de markgraaf van Moravië, en zijn vrouw werden genezen van ernstige jicht door tussenkomst van Maria van Mariazell. Het echtpaar ging rond 1200 op bedevaart naar Mariazell en lieten er op de plaats van de houten kapel een stenen kerk bouwen.
De derde legende vertelt over de victorie van de Hongaarse koning Lodewijk I op een numeriek superieur Turks leger. Uit dank liet hij de gotische kerk bouwen.